# Масове вбивство в початковій школі «Робб»
Масове вбивство в початковій школі «Робб» міста Ювалде (штат Техас, США) відбулося 24 травня 2022 року.
18-річний Сальвадор Роландо Рамос відкрив вогонь у навчальному закладі й забарикадувався в будівлі. Пізніше його було ліквідовано співробітниками правоохоронців. Перед нападом на школу Рамос поранив свою 66-річну бабусю. Губернатор Техасу Грег Ебботт повідомив, що внаслідок нападу загинула 21 особа, у тому числі 19 дітей і двоє дорослих. Ще 17 людей було поранено.